# Stizocera rugicollis
Stizocera rugicollis là một loài bọ cánh cứng trong họ Cerambycidae.